# نادية هناوي
نادية هناوي هي كاتبة وناقدة أدبيّة عراقية صدر لها عددٌ من الكتب لعلَّ أبرزها كتاب «نحو نظرية عابرة للأجناس» وكذا كتاب «السرد القابض على التاريخ» فضلًا عن كتاب «القارئ في الخطاب النقدي العربي المعاصر: نجيب محفوظ أنموذجًا» وكتاب «مقاربات في تجنيس الشعر ونقد التفاعلية» وكتب أخرى من هذا القبيل بما في ذلك كتابها «تمظهرات النقد الثقافي وتمفصلاته: قراءات تطبيقية» وكتاب «ما بعد النقد فضاءات المقاربة ومديات التطبيق».
تُركّز نادية هناوي بشكلٍ عامٍ في كتبها على عددٍ من المفاهيم حيث ناقشت مفهوم الجسدنة الذي في كتابها «الجسدنة بين المحو والخط» عام 2016 ومفهوم رواية التاريخ في كتابها «السرد القابض على التاريخ»، ومفهوم العبور الأجناسي في كتابها «نحو نظرية عابرة للأجناس» الذي صدر عام 2020 وكذا مفاهيم السيناسردية والسارد العلّام والإرشادي والهلوسة السردية والنسوية العمومية في كتابها «قصّة القصة» الذي صدر في وقتٍ ما من عام 2021.

## الحياة المُبكّرة والتعليم
تُركّز نادية هناوي مكانة على مشروعها القدي الذي يرتكز على النظريات النقدية وسرديات ما بعد الحداثة وعلم الجمال، ويوازن بين الدرس الأكاديمي تنظيرًا وتطبيقًا والمشاركة والمتابعة لنتاجات الإبداع الشعري والسردي رواية وقصة قصيرة، بالإضافة إلى الحضور الواسع في المؤتمرات العلمية داخل العراق وخارجه.

## المسيرة المهنيّة
صدر للكاتبة والناقدة الأدبيّة العراقية نادية هناوي كتابٌ بعنوان «منازع التجريب السردي في روايات جهاد مجيد» عن الدار العربية للعلوم ناشرون في وقتٍ ما من عام 2015 في نحو 110 صفحات. تحدثت هناوي في هذا الكتاب عن مفهوم ما وراء السرد أو ما يسمى الميتا - سرد أو الميتا - رواية أو موت الرواية أو حتى اللا رواية. تحرَّت نادية هذا العمل عوالم التجريب السردي في المنجز الإبداعي للروائي العراقي جهاد مجيد في رواياته الثلاث «حكايات دومة الجندل» و«الهشيم» و«تحت سماء داكنة» التي تُشكّل مجمل عطائه الفني، ومن أهم التقنيات التي جربها في رواياته الثلاث تقانة ما وراء السرد التي تشتغل على أنساق ما بعد لسانية أو ميتا - لغوية، وكذلك توظيفه لصيغة السرد بضمير الخطاب.
ضمَّ الكتاب ثلاثة فصول، خصص الفصل الأول لقراءة رواية «حكايات دومة الجندل» من زاوية التجريب الميتا - سردي، وتتبع الفصل الثاني طبيعة التوظيف السردي لضمير الخطاب في رواية «الهشيم» وأثر ذلك في تغاير الشخصية أو اختلافها بوصفها عنصرًا رئيسًا في السرد له أنماطه وأهواؤه، وتحرى الفصل الثالث إشكالية المثقف الأنموذج وتعدد الضمائر السردية في رواية «تحت سماء داكنة» وأثر التعدد الصوتي في بلورة وجهة النظر أو المنظور.
«مابعد النقد: فضاءات المقاربة ومديات التطبيق» كان ثاني أعمال الكاتبة نادية هناوي عن دار الحوار للنشر والتوزيع في الثاني والعشرين من شباط/فبراير 2017 في نحو 256 صفحة. اعتُبر هذا الكتاب إنتاجية لمراجعات كتابية على كتابات نقدية تأويلًا وتفسيرًا وبقواعد وأسس مرهونة بتوجهات منهجية محدثة ومستجدة: تُمكّن من رصد التضارب أو الذاتية، واكتشاف أي اختلاف أو تخبط في الرؤية أو المنهج. كانت رغبة الكاتبة من هذا الكتاب هو سلوك درب المثاقفة في النقد لأجل فتح فضاءات رحبة لقراءات تالية لا نهائية على طريق إنتاج قرائي وتأويلي متغايريَن كما ذكرت في التمهيد.
صدر لنادية عملٌ آخرٌ مشهورٌ هو «الجسدنة بين المحو والخط (الذكورية/الأنثوية): مقاربات في النقد الثقافي» عن دار الرافدين للطباعة والنشر والتوزيع في الخامس والعشرين من كانون الثاني/يناير 2017 في نحو 188 صفحة، وفيه كتبت نادية وفق منهجية ثقافية تتلمَّسُ الثيمات مؤسسة لبعض التنظيرات داعمة لها ببعض التطبيقات باتجاه تقديم فضاءات نقد نسائية فيها المرأة نص أدبي ومعطى قيمي حيث الكتابة النسائية هي المقصد والمبتغى في الجانبين النظري والإجرائي كما تُؤكّد لتكون الكتابة النسائية هي الحصيلة المخبرية لنقد نسائي عربي. الكتاب أقرب إلى المشروع الذي سعت الكاتبة من ورائه نحو تجلية أبعاد النسائية وارتياد مفاهيمها وتقليب مساراتها.

## آراء
ترى نادية هناوي أنَّ الرواية ليست موضة أو وسيلة للشهرة، كما تعتقدُ أنَّ الكثير من النقاد حاولوا مواكبة النظريات الغربية والتأسيس لنقد عربي منفتح على آخر الاكتشافات والأفكار والنظريات، ومع ذلك فهي ترى الطريق صعبًا خاصة مع التطور الكمي الكبير للإصدارات الأدبية. تعتقدُ هناوي أنه كلما كانت الحركة النقدية محايدة وموضوعية ومخلصة في الافتراض ودقيقة في التحصيل تستطيع أولًا أن تحفز المبدعين نحو المزيد من الإبداع تنافسًا وحمية، وأن تحقق آخرًا الإثارة في نفوس القراء مقربة إليهم الأدب غير منفرة منه، لكنها تأسف لأن ما يحصل في بعض الأحيان هو العكس، وكأنّ بين النقد ومتلقيه شبه قطيعة معرفيّة كما تقول.
تصفُ نادية ما تُسمّيه «الخذلان النقدي» وتقول أنه هو الذي يحصل حين يعجز الناقد عن أداء وظيفته المفترضِ به أداؤها، عاجزًا عن تحقيق الفاعليّة المرجوة على المستويين التثقيفي والمعرفي. تؤكّد هناوي في جهة أخرى أن الحياة الثقافية في العراق شهدت نهوضًا واضحًا، ومن دلائل هذا النهوض كثرة النتاجات الأدبية ولاسيما الروائيّة التي اتسع نطاق كتابتها بين الرجال والنساء، بيد أن الملاحظ على هذا الاتساع أنه كمي اتباعي لا نوعي ابتكاري، فبين المئات من التجارب الروائية لا يوجدُ – كما تقول – سوى القليل من التجارب المهمّة التي تلفت الانتباه وتكون جديرة بالرصد والتشخيص.
ترى نادية أنَّ أغلب الروايات تتناولُ موضوعات حياتية مباشرة من دون معالجات فنية، فيُساء إلى تاريخ الرواية الذي ما شهد انحسارًا نوعيًا مثل الذي يشهده في الوقت الراهن كما تصف. تُؤكّد هناوي في نفس المنحى على أنّ الرواية ليست موضة للتباهي، ولا هي وسيلة لنيل الشهرة وتحقيق الربح، وإنما هي تمرد ومغامرة، مؤكّدة على أنّ الكل انتقل للرواية بدءًا من طلاب الجامعات وانتهاء بتحول بعض الأدباء عن صفاتهم الأدبية التي عُرفوا بها كشعراء أو مسرحيين إلى روائيين، وذلك طمعًا كما تقول بسخاء أعطيات تلك الجوائز.
ترى هناوي أن الرواية العربية ومنذ تأسيسها الكلاسيكي التاريخي منغمسة في الواقع السياسي العربي مجسدة التاريخ النضالي ضد الاستعمار، ومناصرة قضايا التحرر والإصلاح ولاسيما القضية الفلسطينية وهو ما يتمثل – كما تقول – في كتابات كبار الروائيين العرب كنجيب محفوظ وغائب طعمة فرمان وجبرا إبراهيم جبرا وإسماعيل فهد إسماعيل ورضوى عاشور وإميل حبيبي وصنع الله إبراهيم وغسان كنفاني وحنة مينا وحيدر حيدر ولطفية الدليمي.
ما يهدد الرواية العربية – في رأي نادية هناوي – هو التخاذل والخنوع أمام المغريات الماديّة التي أولها الجوائز التي ابتلي بها الأدب العربي الراهن حتى غدا التسابق مطمحًا لمن لا يمتلك تجربة وكذلك لمن هو صاحب تجربة احترافية حسب ما ذكرت في حوار صحفيّ. تعتقدُ هناوي أنّ للعالم السبراني منافع كثيرة إذا ما أحسن الروائي الحقيقي الإفادة من إمكانياته الافتراضية الهائلة. تؤيّد هناوي الفكرة القائلة بأنّ الأدب قادرٌ على التعبير عن الإنسان وبقدرتهِ على التأثير في الرأي العام كما ترى أنه أكثر خطرًا على السلطات الرجعية والدكتاتورية التي تعادي هذا النوع من الأدب، وتظل تتحين الفرص كي توقع بمن تجد في كتاباته الروائية كشفًا لزيفها وتشخيصًا لعيوبها وتحريضًا على الثورة عليها.

## قائمة أعمالها
هذه قائمةٌ بأبرز أعمال الكاتبة والناقدة الأدبيّة نادية هناوي:
- نحو نظرية عابرة للأجناس
- السرد القابض على التاريخ
- القارئ في الخطاب النقدي العربي المعاصر نجيب محفوظ أنموذجا
- مقاربات في تجنيس الشعر ونقد التفاعلية
- تمظهرات النقد الثقافي وتمفصلاته.. قراءات تطبيقية
- ما بعد النقد فضاءات المقاربة ومديات التطبيق